# Cauchyho–Riemannovy podmínky
V matematice, konkrétně v komplexní analýze, jsou Cauchyho-Riemannovy podmínky nutnou (ne však postačující) podmínkou, aby daná funkce byla holomorfní (tedy komplexně diferencovatelná). Postačující podmínkou je např. pokud mají funkce u,v spojité parciální derivace. Jde o parciální diferenciální rovnice pojmenované po Augustinu Cauchym a Bernhardu Riemannovi. Poprvé se tyto rovnice objevily roku 1752 v práci D'Alemberta.

## Cauchyova-Riemannova věta
Následující tvrzení, které charakterizuje holomorfní funkce pomocí Cauchyových-Riemannových podmínek, bývá označováno jako Cauchyova-Riemannova věta.
Buď f(x + iy) = u + iv funkce z otevřené podmnožiny komplexních čísel C do C, kde x a y jsou reálná čísla a u, v jsou reálné funkce definované na otevřené podmnožině R2. Potom f je holomorfní právě když u a v jsou spojitě diferencovatelné a jejich parciální derivace splňují Cauchyho-Riemannovy podmínky:
{\displaystyle {\partial u \over \partial x}={\partial v \over \partial y}}
a
{\displaystyle {\partial u \over \partial y}=-{\partial v \over \partial x}.}

### Kompaktní formulace
Tyto dvě podmínky lze ekvivalentně vyjádřit pomocí jediného vztahu:
{\displaystyle {i{\partial f \over \partial x}}={\partial f \over \partial y}.}

### Formulace v polárních souřadnicích
Je-li komplexní číslo zapsáno v polárních souřadnicích: {\displaystyle z=re^{i\theta }}, lze zapsat Cauchyho-Riemannovy podmínky ve tvaru:
{\displaystyle {\partial u \over \partial r}={1 \over r}{\partial v \over \partial \theta },}
{\displaystyle {\partial v \over \partial r}=-{1 \over r}{\partial u \over \partial \theta }.}

### Kompaktní formulace v polárních souřadnicích
Opět lze tyto dvě rovnice zapsat pomocí jediné:
{\displaystyle {\partial f \over \partial r}={1 \over ir}{\partial f \over \partial \theta },}
kde derivace uvažujeme v bodě {\displaystyle re^{i\theta }}.

## Odvození

### Jako derivace funkce dvou proměnných
První možností jak vést důkaz je říci, že má-li funkce parciální derivaci jako funkce dvou proměnných, potom musí mít stejnou hodnotu podél všech křivek procházejících daným bodem. Máme-li funkci f(z) = u(x, y) + i v(x, y) nad C, a počítáme-li derivaci v bodě, z0, přibližujeme se k z0 nejprve po křivce podél reálné osy a poté podél imaginární osy. Obě hodnoty derivací musí vyjít stejné.
Podél reálné osy:
| {\displaystyle f'(z)\,} | {\displaystyle =\lim _{h\rightarrow 0}{f(z+h)-f(z) \over h}}                                                      |
|                         | {\displaystyle =\lim _{h\rightarrow 0}{u(x+h,y)+iv(x+h,y)-[u(x,y)+iv(x,y)] \over h}}                              |
|                         | {\displaystyle =\lim _{h\rightarrow 0}{[u(x+h,y)-u(x,y)]+i[v(x+h,y)-v(x,y)] \over h}}                             |
|                         | {\displaystyle =\lim _{h\rightarrow 0}{\left[{\frac {u(x+h,y)-u(x,y)}{h}}+i{\frac {v(x+h,y)-v(x,y)}{h}}\right]},} |
což je z definice parciální derivace rovno
{\displaystyle f'(z)={\partial u \over \partial x}+i{\partial v \over \partial x}.}
Podél imaginární osy:
| {\displaystyle f'(z)\,} | {\displaystyle =\lim _{h\rightarrow 0}{f(z+ih)-f(z) \over ih}}                                                     |
|                         | {\displaystyle =\lim _{h\rightarrow 0}{u(x,y+h)+iv(x,y+h)-[u(x,y)+iv(x,y)] \over ih}}                              |
|                         | {\displaystyle =\lim _{h\rightarrow 0}{\left[{\frac {u(x,y+h)-u(x,y)}{ih}}+i{\frac {v(x,y+h)-v(x,y)}{ih}}\right]}} |
|                         | {\displaystyle =\lim _{h\rightarrow 0}{\left[-i{\frac {u(x,y+h)-u(x,y)}{h}}+{\frac {v(x,y+h)-v(x,y)}{h}}\right]}}  |
|                         | {\displaystyle =\lim _{h\rightarrow 0}{\left[{\frac {v(x,y+h)-v(x,y)}{h}}-i{\frac {u(x,y+h)-u(x,y)}{h}}\right]}.}  |
tedy opět z definice parciální derivace:
{\displaystyle f'(z)={\partial v \over \partial y}-i{\partial u \over \partial y}.}
Porovnáním těchto dvou výsledků
{\displaystyle {\partial u \over \partial x}+i{\partial v \over \partial x}={\partial v \over \partial y}-i{\partial u \over \partial y}.}
Má-li se rovnat reálná i imaginární část bude
{\displaystyle {\partial u \over \partial x}={\partial v \over \partial y}}
{\displaystyle {\partial u \over \partial y}=-{\partial v \over \partial x}.\quad \square }

### Pomocí reprezentace derivace jako lineárního zobrazení
Další možností, jak odvodit Cauchyho-Riemannovy podmínky je uvažovat komplexní derivaci jako lineární zobrazení a to dvěma způsoby – jako zobrazení z {\displaystyle \mathbb {C} } do {\displaystyle \mathbb {C} } a jako zobrazení z {\displaystyle \mathbb {R} ^{2}} do {\displaystyle \mathbb {R} ^{2}}.
Chápeme-li f přirozeným způsobem jako funkci z {\displaystyle \mathbb {R} ^{2}} do {\displaystyle \mathbb {R} ^{2}}, je lineární zobrazení L totálním diferenciálem f v bodě z, platí-li:
{\displaystyle \,f(z+h)=f(z)+L(h)+\xi (h)}, kde {\displaystyle \xi } je funkce splňující {\displaystyle \lim _{h\rightarrow 0}{\frac {\xi (h)}{\|h\|}}=0.}
Na druhou stranu si uvědomme, že komplexní číslo w je komplexní derivací funkce {\displaystyle f:\mathbb {C} \rightarrow \mathbb {C} } v bodě z, právě když pro všechna {\displaystyle h\in \mathbb {C} } platí:
{\displaystyle \,f(z+h)=f(z)+w\cdot h+\xi (h)}, kde {\displaystyle \xi } je opět funkce splňující {\displaystyle \lim _{h\rightarrow 0}{\frac {\xi (h)}{|h|}}=0.}
Přitom w = s + it určuje jednoznačně lineární zobrazení {\displaystyle W:\mathbb {R} ^{2}\rightarrow \mathbb {R} ^{2}} dané maticí
{\displaystyle W={\begin{pmatrix}s&-t\\t&\;\;s\end{pmatrix}}.}
Toto zobrazení splňuje (stále při přirozeném ztotožňování komplexních čísel s vektory z {\displaystyle \mathbb {R} ^{2}}) vztah {\displaystyle W(h)=w\cdot h}, tedy platí:
{\displaystyle \,f(z+h)=f(z)+W(h)+\xi (h)}, kde {\displaystyle \xi } je opět funkce splňující {\displaystyle \lim _{h\rightarrow 0}{\frac {\xi (h)}{|h|}}=0.}.
Tedy na jednu stranu, má-li f v bodě z komplexní derivaci w, je zobrazení W totálním diferenciálem {\displaystyle f(x,y)=u(x,y)+i\cdot v(x,y)} a tedy platí:
{\displaystyle W={\begin{pmatrix}s&-t\\t&\;\;s\end{pmatrix}}={\begin{pmatrix}{\frac {\partial u}{\partial x}}(z)&{\frac {\partial u}{\partial y}}(z)\\{\frac {\partial v}{\partial x}}(z)&{\frac {\partial v}{\partial y}}(z)\end{pmatrix}},}
odkud Cauchyho-Riemannovy podmínky zřejmě plynou.
Na druhou stranu, má-li f = u + iv spojité parciální derivace v z, má v z totální diferenciál:
{\displaystyle \mathrm {d} f(z)={\begin{pmatrix}{\frac {\partial u}{\partial x}}(z)&{\frac {\partial u}{\partial y}}(z)\\{\frac {\partial v}{\partial x}}(z)&{\frac {\partial v}{\partial y}}(z)\end{pmatrix}}.}
Pak z dříve dokázaných vztahů je číslo {\displaystyle w={\frac {\partial u}{\partial x}}(z)+i\cdot {\frac {\partial v}{\partial x}}(z)} komplexní derivací funkce f, neboť díky platnosti Cauchyho-Riemannových podmínek je lineární zobrazení W určené takto definovaným w rovno {\displaystyle \mathrm {d} f(z)}.
{\displaystyle \quad \square }